# یوگوویچی
یوگوویچی (به لاتین: Jugovići) یک منطقهٔ مسکونی در مونته‌نگرو است که در شهرداری نیکشیچ واقع شده‌است. یوگوویچی ۲۳۳ نفر جمعیت دارد.